# Wereldkampioenschap superbike van Valencia 2005
Het wereldkampioenschap superbike van Valencia 2005 was de derde ronde van het wereldkampioenschap superbike en het wereldkampioenschap Supersport 2005. De races werden verreden op 24 april 2005 op het Circuit Ricardo Tormo Valencia nabij Cheste, Spanje.

## Superbike

### Race 1
| Pos | Nr  | Rijder              | Constructeur | Rondes | Tijd           | Grid | Punten |
| --- | --- | ------------------- | ------------ | ------ | -------------- | ---- | ------ |
| 1   | 11  | Troy Corser         | Suzuki       | 23     | 37:31.052      | 1    | 25     |
| 2   | 77  | Chris Vermeulen     | Honda        | 23     | +9.116         | 2    | 20     |
| 3   | 71  | Yukio Kagayama      | Suzuki       | 23     | +12.788        | 9    | 16     |
| 4   | 9   | Chris Walker        | Kawasaki     | 23     | +16.867        | 7    | 13     |
| 5   | 41  | Noriyuki Haga       | Yamaha       | 23     | +17.882        | 10   | 11     |
| 6   | 32  | Sébastien Gimbert   | Yamaha       | 23     | +26.495        | 15   | 10     |
| 7   | 7   | Pierfrancesco Chili | Honda        | 23     | +28.784        | 12   | 9      |
| 8   | 1   | James Toseland      | Ducati       | 23     | +36.604        | 23   | 8      |
| 9   | 16  | Sergio Fuertes      | Suzuki       | 23     | +39.524        | 26   | 7      |
| 10  | 94  | David Checa         | Yamaha       | 23     | +39.775        | 11   | 6      |
| 11  | 8   | Ivan Clementi       | Kawasaki     | 23     | +40.047        | 19   | 5      |
| 12  | 155 | Ben Bostrom         | Honda        | 23     | +42.941        | 16   | 4      |
| 13  | 200 | Giovanni Bussei     | Kawasaki     | 23     | +47.505        | 28   | 3      |
| 14  | 12  | Lorenzo Alfonsi     | Yamaha       | 23     | +47.585        | 20   | 2      |
| 15  | 22  | Iván Silva          | Yamaha       | 23     | +48.993        | 25   | 1      |
| 16  | 45  | Gianluca Vizziello  | Yamaha       | 23     | +49.064        | 29   |        |
| 17  | 10  | Fonsi Nieto         | Ducati       | 23     | +53.338        | 24   |        |
| 18  | 20  | Marco Borciani      | Yamaha       | 23     | +54.572        | 22   |        |
| 19  | 21  | Michel Nickmans     | Yamaha       | 22     | +1 ronde       | 32   |        |
| DNF | 3   | Norifumi Abe        | Yamaha       | 21     | Ongeluk        | 8    |        |
| DNF | 31  | Karl Muggeridge     | Honda        | 19     | Schade ongeluk | 6    |        |
| DNF | 6   | Mauro Sanchini      | Kawasaki     | 16     | Uitgevallen    | 21   |        |
| DNF | 24  | Garry McCoy         | Petronas     | 14     | Uitgevallen    | 18   |        |
| DNF | 17  | Miguel Praia        | Yamaha       | 10     | Uitgevallen    | 31   |        |
| DNF | 99  | Steve Martin        | Petronas     | 9      | Ongeluk        | 14   |        |
| DNF | 25  | Alessio Velini      | Ducati       | 7      | Uitgevallen    | 30   |        |
| DNF | 88  | Andrew Pitt         | Yamaha       | 5      | Ongeluk        | 5    |        |
| DNF | 19  | Lucio Pedercini     | Ducati       | 5      | Uitgevallen    | 27   |        |
| DNF | 30  | José Luis Cardoso   | Yamaha       | 3      | Ongeluk        | 17   |        |
| DNF | 57  | Lorenzo Lanzi       | Ducati       | 0      | Uitgevallen    | 13   |        |
| DNF | 76  | Max Neukirchner     | Honda        | 0      | Ongeluk        | 4    |        |
| DNS | 55  | Régis Laconi        | Ducati       | 0      | Blessure       | 3    |        |
| DNS | 67  | Bernat Martínez     | Yamaha       | 0      | Blessure       | 33   |        |

### Race 2
| Pos | Nr  | Rijder              | Constructeur | Rondes | Tijd           | Grid | Punten |
| --- | --- | ------------------- | ------------ | ------ | -------------- | ---- | ------ |
| 1   | 11  | Troy Corser         | Suzuki       | 23     | 37:52.057      | 1    | 25     |
| 2   | 77  | Chris Vermeulen     | Honda        | 23     | +5.361         | 2    | 20     |
| 3   | 9   | Chris Walker        | Kawasaki     | 23     | +7.184         | 7    | 16     |
| 4   | 41  | Noriyuki Haga       | Yamaha       | 23     | +10.600        | 10   | 13     |
| 5   | 3   | Norifumi Abe        | Yamaha       | 23     | +11.903        | 8    | 11     |
| 6   | 155 | Ben Bostrom         | Honda        | 23     | +19.200        | 16   | 10     |
| 7   | 71  | Yukio Kagayama      | Suzuki       | 23     | +19.345        | 9    | 9      |
| 8   | 88  | Andrew Pitt         | Yamaha       | 23     | +23.246        | 5    | 8      |
| 9   | 94  | David Checa         | Yamaha       | 23     | +24.787        | 11   | 7      |
| 10  | 7   | Pierfrancesco Chili | Honda        | 23     | +25.299        | 12   | 6      |
| 11  | 32  | Sébastien Gimbert   | Yamaha       | 23     | +25.495        | 15   | 5      |
| 12  | 76  | Max Neukirchner     | Honda        | 23     | +27.833        | 4    | 4      |
| 13  | 8   | Ivan Clementi       | Kawasaki     | 23     | +31.339        | 19   | 3      |
| 14  | 45  | Gianluca Vizziello  | Yamaha       | 23     | +33.013        | 29   | 2      |
| 15  | 12  | Lorenzo Alfonsi     | Yamaha       | 23     | +34.024        | 20   | 1      |
| 16  | 16  | Sergio Fuertes      | Suzuki       | 23     | +39.889        | 26   |        |
| 17  | 99  | Steve Martin        | Petronas     | 23     | +41.728        | 14   |        |
| 18  | 6   | Mauro Sanchini      | Kawasaki     | 23     | +50.912        | 21   |        |
| 19  | 1   | James Toseland      | Ducati       | 22     | +1 ronde       | 23   |        |
| DNF | 31  | Karl Muggeridge     | Honda        | 15     | Ongeluk        | 6    |        |
| DNF | 10  | Fonsi Nieto         | Ducati       | 15     | Uitgevallen    | 24   |        |
| DNF | 20  | Marco Borciani      | Yamaha       | 12     | Uitgevallen    | 22   |        |
| DNF | 30  | José Luis Cardoso   | Yamaha       | 10     | Uitgevallen    | 17   |        |
| DNF | 17  | Miguel Praia        | Yamaha       | 10     | Uitgevallen    | 31   |        |
| DNF | 22  | Iván Silva          | Yamaha       | 10     | Schade ongeluk | 25   |        |
| DNF | 21  | Michel Nickmans     | Yamaha       | 8      | Ongeluk        | 32   |        |
| DNF | 200 | Giovanni Bussei     | Kawasaki     | 5      | Uitgevallen    | 28   |        |
| DNF | 19  | Lucio Pedercini     | Ducati       | 4      | Uitgevallen    | 27   |        |
| DNF | 24  | Garry McCoy         | Petronas     | 3      | Ongeluk        | 18   |        |
| DNF | 25  | Alessio Velini      | Ducati       | 3      | Uitgevallen    | 30   |        |
| DNS | 55  | Régis Laconi        | Ducati       | 0      | Blessure       | 3    |        |
| DNS | 57  | Lorenzo Lanzi       | Ducati       | 0      | Blessure       | 13   |        |
| DNS | 67  | Bernat Martínez     | Yamaha       | 0      | Blessure       | 33   |        |

## Supersport
| Pos | Nr  | Rijder                   | Constructeur | Rondes | Tijd         | Grid | Punten |
| --- | --- | ------------------------ | ------------ | ------ | ------------ | ---- | ------ |
| 1   | 16  | Sébastien Charpentier    | Honda        | 23     | 38:27.276    | 1    | 25     |
| 2   | 21  | Katsuaki Fujiwara        | Honda        | 23     | +0.844       | 2    | 20     |
| 3   | 11  | Kevin Curtain            | Yamaha       | 23     | +21.382      | 4    | 16     |
| 4   | 84  | Michel Fabrizio          | Honda        | 23     | +25.602      | 5    | 13     |
| 5   | 99  | Fabien Foret             | Honda        | 23     | +31.478      | 3    | 11     |
| 6   | 23  | Broc Parkes              | Yamaha       | 23     | +32.837      | 6    | 10     |
| 7   | 77  | Barry Veneman            | Suzuki       | 23     | +36.134      | 10   | 9      |
| 8   | 69  | Gianluca Nannelli        | Ducati       | 23     | +38.076      | 12   | 8      |
| 9   | 8   | Stéphane Chambon         | Honda        | 23     | +38.297      | 9    | 7      |
| 10  | 116 | Johan Stigefelt          | Honda        | 23     | +38.750      | 8    | 6      |
| 11  | 12  | Javier Forés             | Suzuki       | 23     | +44.507      | 11   | 5      |
| 12  | 71  | Werner Daemen            | Honda        | 23     | +45.628      | 13   | 4      |
| 13  | 45  | Sébastien Le Grelle      | Honda        | 23     | +52.390      | 14   | 3      |
| 14  | 87  | Arturo Tizón             | Yamaha       | 23     | +52.463      | 15   | 2      |
| 15  | 25  | Tatu Lauslehto           | Honda        | 23     | +53.109      | 16   | 1      |
| 16  | 24  | Christophe Cogan         | Suzuki       | 23     | +1:01.901    | 17   |        |
| 17  | 19  | Jarno Janssen            | Suzuki       | 23     | +1:14.140    | 18   |        |
| 18  | 28  | Sami Penna               | Honda        | 23     | +1:21.634    | 28   |        |
| 19  | 58  | Tomáš Mikšovský          | Honda        | 23     | +1:24.882    | 22   |        |
| DNF | 59  | Paweł Szkopek            | Honda        | 16     | Ongeluk      | 27   |        |
| DNF | 88  | Julien Enjolras          | Yamaha       | 15     | Uitgevallen  | 20   |        |
| DNF | 43  | Pedro Henrique Martins   | Yamaha       | 15     | Uitgevallen  | 26   |        |
| DNF | 14  | Andrea Berta             | Ducati       | 10     | Uitgevallen  | 23   |        |
| DNF | 127 | Robbin Harms             | Honda        | 8      | Ongeluk      | 24   |        |
| DNF | 30  | Alessandro Antonello     | Kawasaki     | 7      | Uitgevallen  | 19   |        |
| DNF | 100 | Topi Haarala             | Honda        | 5      | Uitgevallen  | 21   |        |
| DNF | 15  | Matteo Baiocco           | Kawasaki     | 5      | Uitgevallen  | 25   |        |
| DNF | 86  | Víctor Carrasco          | Yamaha       | 0      | Ongeluk      | 7    |        |
| DNS | 48  | David García             | Kawasaki     | 0      | Niet gestart | 29   |        |
| DNS | 3   | Jurgen van den Goorbergh | Ducati       | 0      | Niet gestart | 30   |        |

## Tussenstanden na wedstrijd

### Superbike
| Pos | Nr | Rijder          | Team   | Punten |
| --- | -- | --------------- | ------ | ------ |
| 1   | 11 | Troy Corser     | Suzuki | 141    |
| 2   | 71 | Yukio Kagayama  | Suzuki | 110    |
| 3   | 77 | Chris Vermeulen | Honda  | 90     |
| 4   | 55 | Régis Laconi    | Ducati | 54     |
| 5   | 3  | Norifumi Abe    | Yamaha | 37     |

### Supersport
| Pos | Nr | Rijder                | Team   | Punten |
| --- | -- | --------------------- | ------ | ------ |
| 1   | 16 | Sébastien Charpentier | Honda  | 70     |
| 2   | 21 | Katsuaki Fujiwara     | Honda  | 58     |
| 3   | 11 | Kevin Curtain         | Yamaha | 49     |
| 4   | 99 | Fabien Foret          | Honda  | 38     |
| 5   | 84 | Michel Fabrizio       | Honda  | 29     |

2000 · 2001 · 2002 · 2003 · 2004 · 2005 · 2006 · 2007 · 2008 · 2009 · 2010